# Casa Josep Vilanova
La casa Josep Vilanova és un edifici situat als carrers de la Portaferrissa i de Petrixtol de Barcelona, catalogat com a bé cultural d'interès local.

## Història

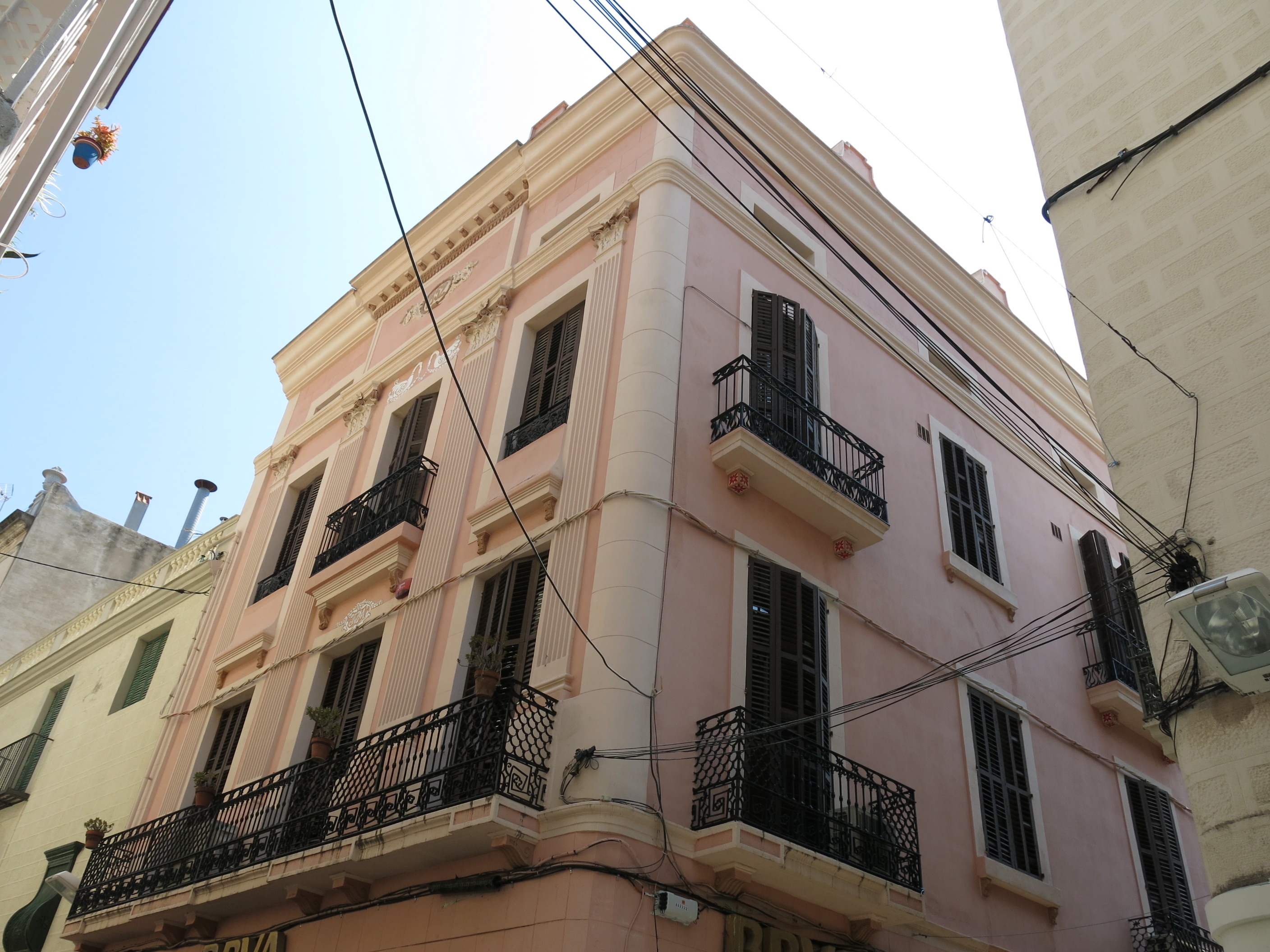
Casa de Josep Vilanova a Sitges

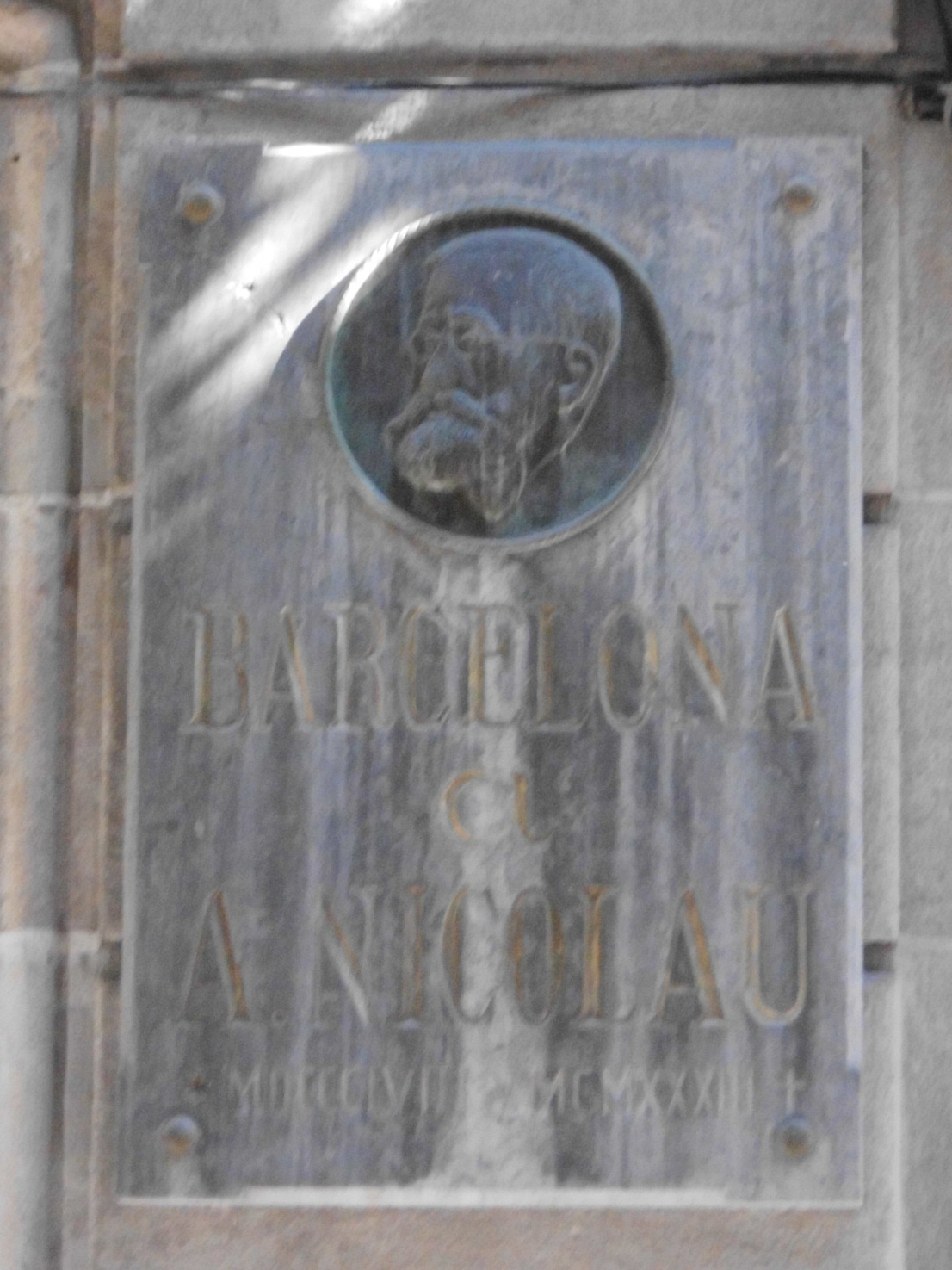
Placa commemorativa d'Antoni Nicolau

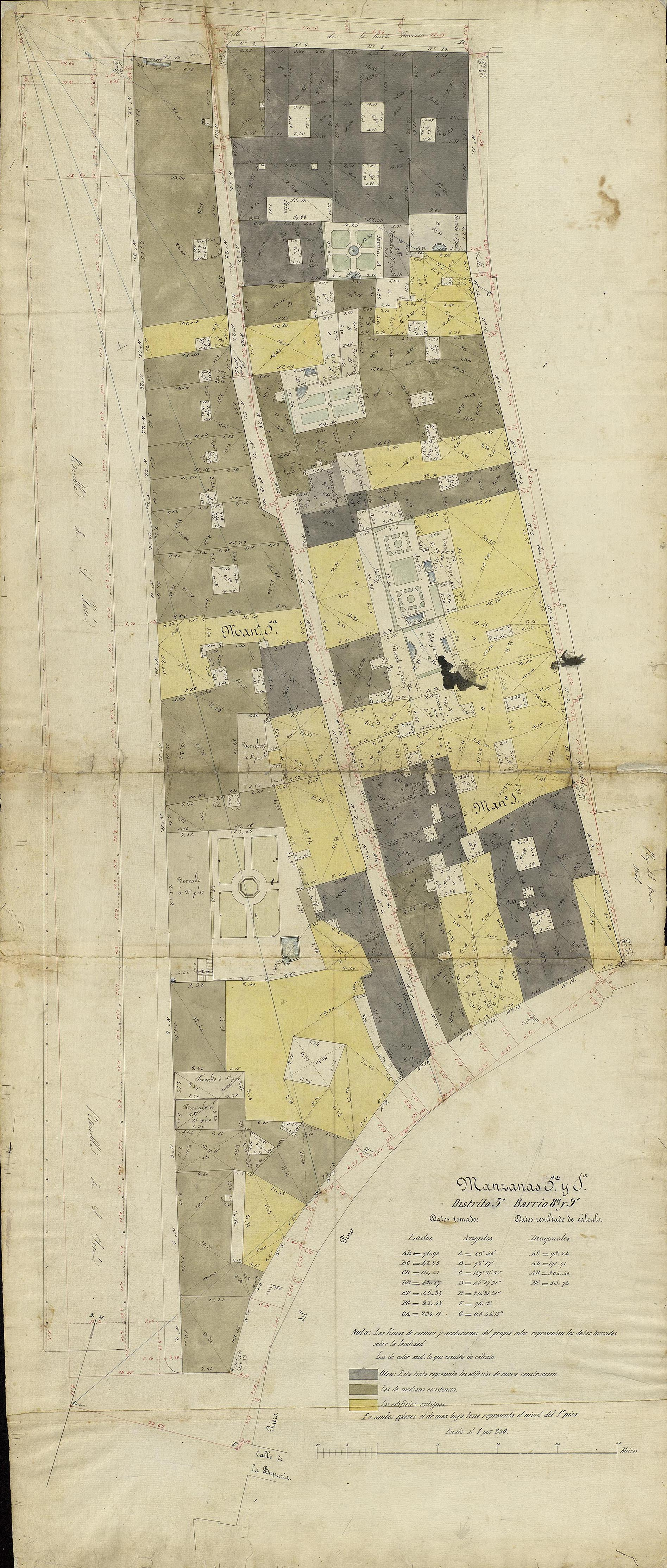
Quarteró núm. 63 de Garriga i Roca (c. 1860)

El 1779, el procurador Francesc Estalella i Sala va demanar permís per a reformar la seva casa. El 1796, el seu fill Francesc Estalella i Domènech, advocat i magistrat de l'Audiència de Barcelona, va demanar permís per a fer-hi reformes i construir un cos d'edifici al carrer d'en Petritxol, i novament el 1806 per fer-hi balcons i posar un guarda-rodes a la cantonada. També hi visqueren el seu germà Felip, procurador, el seu fill Ramon Estalella i Riba i el seu gendre Benet Santomà i Cuyàs (1787-1846), tots dos advocats.
Francesc Estalella va morir el 1846 als 94 anys, i pel que sembla, la finca va passar a mans de la seva neta Beneta Santomà i Estalella (1826-1898), casada amb el comerciant sitgetà Josep Vilanova i Massó (1805-1880). El matrimoni tenia la seva residència al carrer de la Mercè, 4, amb sortida a la muralla de Mar. Tot i que no s'ha trobat el permís d'obres, la reixa d'una de les finestres del celobert que dona a l'escala té la data de 1852, època en què Vilanova va fer construir una casa al carrer de les Parellades, 11 de Sitges.
L'edifici va ser reformat entre 2006 i 2011 per l'arquitecte Joan Ramon Freire i Venegas (Freire Arquitectes Associats).

## Descripció
Consta de baixos comercials i quatre pisos d'habitatges, si bé al carrer de Petrixol hi ha un cos annex de planta baixa coronat per una balustrada amb gerros i escultures ornamentals.
La façana del carrer de la Portaferrissa està organitzada en eixos verticals amb balcons de llinda plana que donen un sentit geomètric molt homogeni a l'arquitectura. La planta baixa comercial s'articula a partir de tres portals encapçalats per arcs escarsers i un especejament en franges horitzontals. A la dreta hi ha una placa commemorativa d'Antoni Nicolau i Parera, inaugurada l'1 d'octubre del 1961.
El primer pis compta amb una balconada correguda que s'allarga en angle cap a la façana secundària. A la resta de pisos, els balcons es corresponen amb cada obertura. Les finestres de la darrera planta són menors que les de la resta de l'immoble. A la façana del carrer de Petritxol, s'alterna un eix de finestres amb un de balcons. Les de la darrera planta també són de mida menor. Tota la forja dels balcons és sòbria i homogènia. El tret més remarcable és la decoració de plafons verticals, interrompuda per una imposta entre el tercer i quart pis, i que al segon compten amb medallons de terracota amb caps humans. El tractament general de les façanes és d'estucat llis emmarcant totes les obertures, tant balcons com finestres.
A l'interior, és remarcable el sostre de volta de canó amb cassetons de l'antic vestíbul del carrer de la Portaferrissa (actualment annexat al local comercial de la cantonada), així com els sostres pintats i la barana de l'escala als dos primers pisos.